# Nørre Vedby Kirke
Nørre Vedby Kirke ligger i nærheden af landsbyen Nørre Vedby ca. 16 km N for Nykøbing Falster (Region Sjælland). Kirken er opført i 1200-tallets sidste halvdel, og den yngste middelalderkirke i pastoratet.
Døbefonten er et træskærerarbejde fra Jørgen Ringnis værksted. Kården, der hænger på sydvæggen, har tilhørt færgemanden Friederich Härdtil.
Våbenhuset har af sit gotiske murværk kun gavlen bevaret, efter at vestre sidemur og hele taget i 1832 blev nyopført. 1841 blev to piller på gavlen revet ned
På kirkegården er den danske historiker Georg Nørregård begravet på kirkegården.

## Eksterne kilder og henvisninger
- Nørre Vedby Kirke Arkiveret 31. januar 2011 hos  Wayback Machine på nordenskirker.dk
- Nørre Vedby Kirke på KortTilKirken.dk
- Nørre Vedby Kirke hos danmarkskirker.natmus.dk (Danmarks Kirker, Nationalmuseet)